# بارچوکو
بارچوکو (به لهستانی:  Barczewko) یک روستا در لهستان است که در گمینا بارچوو واقع شده‌است.
 بارچوکو  ۱٬۰۵۰ نفر جمعیت دارد.